# Pentamyzus fueguinus
Pentamyzus fueguinus är en insektsart som beskrevs av Nieto Nafría, Mier Durante och Ortego 2002. Pentamyzus fueguinus ingår i släktet Pentamyzus och familjen långrörsbladlöss. Inga underarter finns listade i Catalogue of Life.